# Белич, Евгений Станиславович
Евге́ний Станисла́вович Бе́лич (укр. Євгеній Станіславович Белич; род. 9 января 2001, Чернигов) — украинский футболист, полузащитник

## Биография

### Клубная карьера
Родился 9 января 2001 года в Чернигове. Футболом начал заниматься в семь лет. Первоначально под руководством тренера играл за дворовую команду. Впоследствии отец привёл его на стадион имени Гагарина, после чего Евгений занимался в детско-юношеской школе черниговской «Десны». Принимал участие в соревнованиях, которые проводились в Испании, Болгарии, Белоруссии и Эстонии. Поездки на эти турниры оплачивали его родители. В мае 2018 года спортивная школа «Десны» с его участием вышла в Высшую лигу ДЮФЛ Украины.
Летом 2018 года сообщалось об интересе к Беличу со стороны немецкого «Кёльна». 24 июня 2018 года подписал первый профессиональный контракт с «Десной». Главный тренер Александр Рябоконь взял его на учебно-тренировочный сбор основной команды, которая готовилась к старту в Премьер-лиге. Дебютировал в составе «Десны» 3 июля 2018 года в возрасте 17 лет, заменив Виталия Ермакова на 72-й минуте товарищеского матча с «Оболонь-Бровар» (1:1).
В первой части сезона 2018/19 выступал преимущественно за команду до 19 лет, где выходил на поле с капитанской повязкой. Всего за сезон в рамках первенства U-19 сыграл 16 матчей, отличившись 2 голами в ворота киевского «Динамо». Привлекался также к матчам молодёжного состава в чемпионате U-21, в котором провёл 12 игр и забил 1 гол.
В январе 2019 года отправился вместе с основной командой на сборы в турецкий Сиде. 25 мая 2019 года в 18-летнем возрасте впервые сыграл в Премьер-лиге, выйдя на замену в матче против киевского «Арсенала» (1:0). Евгений стал первым игроком, рождённым в XXI веке, который вышел на поле в составе «Десны». 7-й номер, под которым он выступал ранее, оказался занят, потому он выбрал 16-й исходя из того, что 1+6=7. После завершения сезона 2018/19 заключил новый контракт с черниговским клубом. По итогам первой части сезона 2020/21 вошёл в символическую сборную молодёжного чемпионата Украины по индексу компании Wyscout.
В феврале 2021 года на условиях аренды до завершения сезона пополнил состав вышгородского «Диназа», лидирующего в группе «А» Второй лиги.

### Карьера в сборной
15 сентября 2016 года был вызван главным тренером юношеской сборной Украины до 16 лет Олегом Кузнецовым для участия в двух товарищеских матчах со сборной Бельгии. В первой встрече, которую его команда выиграла со счётом 1:0, Белич вышел на замену на 77-й минуте, а во второй игре, завершившейся поражением сборной Украины (0:3), провёл на поле 90 минут. В ноябре 2016 года в составе юношеской сборной проходил сборы в Италии.
В январе 2017 года получил вызов на тренировочный сбор в Турцию для участия в Кубке Эгейского моря. В первом матче на турнире, в котором сборная Украины со счётом 0:1 проиграла Греции, вышел на поле на 41-й минуте. В матче против Черногории, в котором его команда одержала победу со счётом 4:1, вышел на замену на 71-й минуте. По итогам соревнований сборная Украины стала третьей, обыграв в матче за 3-е место Словакию.